# Derly de Azevedo Chaves
Derly de Azevedo Chaves (Rosário do Sul, 3 de setembro de 1895 — Porto Alegre, 20 de janeiro de 1988) foi um político brasileiro.
Foi eleito deputado estadual, pelo PSP, para a 38ª Legislatura da Assembleia Legislativa do Rio Grande do Sul, de 1951 a 1955.